# Пак Ду Ик
Пак Ду Ик (кор. 박두익?, 朴斗翼?; 17 марта 1942, Пхеньян) — северокорейский футболист. Выступал на позиции полузащитника. Автор гола, принёсшего сборной КНДР первую победу в её истории на чемпионатах мира.

## Карьера
Пак Ду Ик начал футбольную карьеру, выступая за команду типографии, где он работал. В 1965 году Пак попал в состав сборной КНДР, составленную из лучших футболистов Пхеньяна, которая принимала участие в отборочном турнире к чемпионату мира. Северокорейцы должны были играть с командами Южной Кореи и Австралии, однако южнокорейцы отказались от участия в турнире, а австралийцы проиграли оба матча КНДР с общим счётом 9:2; в первой игре принимал участие Пак Ду Ик, забивший 1 гол. Предполагалось, что победитель азиатской зоны должен будет бороться за путёвку на ЧМ с победителем африканской, но все африканские команды снялись с турнира в знак протеста против несправедливой, по их мнению, схемы отборочного турнира, и КНДР таким образом получила путёвку на ЧМ после двух побед над Австралией. После успешного прохождения на ЧМ всех игроков сборной взяли на военную службу, Пак Ду Ик получил звание капрала.
В финальном турнире северокорейцы проиграли первый матч команде СССР, во втором сыграли вничью с Чили, а в третьей игре благодаря голу Пака на 42-й минуте встречи обыграли Италию со счётом 1:0. В 1/4 финала Корея проиграла Португалии со счётом 3:5.
| № | Дата           | Место проведения   | Соперник   | Счёт | Голы | Турнир                          |
| 1 | 21 ноября 1965 | Пномпень, Камбоджа | Австралия  | 6:1  | 1    | Отбор к ЧМ-1966 (стыковой матч) |
| 2 | 12 июля 1966   | Мидлсбро, Англия   | СССР       | 0:3  | -    | Чемпионат мира 1966             |
| 3 | 15 июля 1966   | Мидлсбро, Англия   | Чили       | 1:1  | -    | Чемпионат мира 1966             |
| 4 | 19 июля 1966   | Мидлсбро, Англия   | Италия     | 1:0  | 1    | Чемпионат мира 1966             |
| 5 | 23 июля 1966   | Ливерпуль, Англия  | Португалия | 3:5  | -    | Чемпионат мира 1966             |

Итого: 5 матчей / 2 гола; 2 победы, 1 ничья, 2 поражения.
В итальянской прессе Пака называли зубным врачом, однако он никогда не работал по этой профессии, хотя и получил образование стоматолога. После чемпионата мира, по утверждению французского политолога Пьера Ригуло, всю команду КНДР на родине посадили в тюрьму из-за того, что футболисты после победы над Италией в полном составе отправились в ночной клуб и употребляли алкогольные напитки. Избежал наказания лишь Пак Ду Ик, не участвовавший в вечеринке из-за недомогания; он был выслан из Пхеньяна и стал лесорубом. По другой версии, корейцы пили только содовую. Сам Пак опроверг информацию о каких-либо репрессиях в отношении игроков. Вернувшись в родную страну, Пак Ду Ик получил звание сержанта и завершил футбольную карьеру.
В 1970-х годах Пак Ду Ик стал председателем легкоатлетического комитета. В 1976 году он в качестве главного тренера поехал со сборной КНДР по футболу на Олимпиаду, где его команда дошла до 1/4 финала.
В 1990-х годах Пак стал директором стадиона «1 мая». В 2008 году ему была доверена честь нести олимпийский огонь.